# 米拉努韋克
米拉努韋克（波蘭語：Milanówek）是波蘭的城鎮，位於該國中部，距離首都華沙29公里，由馬佐夫舍省負責管轄，面積13.52平方公里，海拔高度約100米，2008年人口15,449。

## 外部連結
- City Guide （页面存档备份，存于） on the city official site
- Jewish Community in Milanówek （页面存档备份，存于） on Virtual Shtetl

52°08′N 20°41′E / 52.133°N 20.683°E